# بیمارستان بین‌المللی قائم (رشت)
بیمارستان بین‌المللی قائم یک بیمارستان خصوصی (غیر دولتی) در کلانشهر رشت در استان گیلان است که با پنج طبقه دارای ۲۰۰ تخت در زمینی به مساحت ۱۲٬۰۰۰ مترمربع و با زیربنایی بالغ بر ۲۰٬۰۰۰ مترمربع در ۲۰ فروردین ۱۳۹۲ تاسیس شده است. بیمارستان بین‌المللی قائم مجهّز به بخش‌های پژوهشی، کتابخانه و سالن همایش برای برگزاری سمینارهاست. علاوه بر این بیمارستان مجهّز به سایت بالگرد و اورژانس هوایی است. همچنین بخش پذیرش بیماران بین‌المللی در طبقه چهارم این بیمارستان در زمینه گردشگری سلامت فعالیت می‌کند.بیمارستان در خرداد 1403دچار حریق شد و 8 نفر جان باختند

## بخش‌های بیمارستان
بیمارستان بین‌المللی قائم برای ارائه خدمات درمانی دارای بخش‌های زیر است:
- بخش مراقبت‌های ویژه [جراحی
- بخش مراقبت‌های ویژه قلب باز
- بخش مراقبت‌های ویژه نوزادان
- بخش مراقبت‌های ویژه قلبی
- بخش مراقبت نوزادان پس از مراقبت‌های ویژه
- بخش مراقبت بیماران پس از مراقبت‌های ویژه
- بخش مراقبت‌های ویژه داخلی
- اتاق عمل
- بخش جراحی
- بخش جراحی زنان
- بخش داخلی
- بخش اطفال و نوزادان
- بخش زایمان، زایمان بی‌درد
- بخش غیرتهاجمی قلب
- بخش دیالیز
- بخش شیمی‌درمانی
- بخش اورژانس
- بخش سرطان‌شناسی
- بخش پلی‌کلینیک
- بخش آنژیوگرافی و آنژیوپلاستی
- بخش آندوسکوپی و کولونوسکوپی
- بخش فیزیوتراپی
- بخش آسیب‌شناسی
- بخش تصویربرداری سی‌تی اسکن
- درمانگاه معاینه بالینی
- درمانگاه پستان
- پستان‌نگاری
- درمانگاه آریتمی قلب
- درمانگاه غش کردن
- بخش پرتودرمانی و براکی‌تراپی
- بخش اورژانس هوایی
- بخش لیزیک
- بخش سنگ‌شکن
- بخش تصویرسازی تشدید مغناطیسی
- آزمایشگاه
- داروخانه